# Deaf Not Blind
Deaf Not Blind è una VHS della band heavy metal britannica Motörhead, uscita nel 1986 per l'etichetta Bronze Records e che segna l'addio alla label da parte del gruppo.

## Contenuto
La videocassetta contiene due videoclip e altre canzoni tratte da concerti svoltisi in studio negli anni 1980 e 1983. Successivamente, il contenuto della VHS è stata incluso nel DVD The Best of Motörhead assieme ad altre tracce bonus.
- Tracce 1-9 tratte da un concerto in studio del 1980
- Traccia 10 videoclip
- Tracce 11-13 tratte da un concerto in studio del 1983
- Traccia 14 videoclip

## Tracce
1. Overkill
2. Stay Clean
3. No Class
4. Capricorn
5. Bomber
6. Poison
7. Dead Men Tell No Tales
8. Ace of Spades
9. The Chase Is Better Than The Catch
10. Iron Fist
11. Shine
12. One Track Mind
13. I Got Mine
14. Killed by Death

## Formazione
- Lemmy Kilmister - basso, voce
- "Fast" Eddie Clarke - chitarra
- Brian "Robbo" Robertson - chitarra
- Phil "Philthy Animal" Taylor - batteria
- Phil Campbell- chitarra
- Würzel - chitarra
- Pete Gill - batteria